# ТЕЦ Каліш
ТЕЦ Каліш — теплоелектроцентраль у однойменному місті в центральній частині Польщі.
У 1932-му в Каліші стала до ладу електростанція, обладнана двома паровими турбінами шведської компанії Stal потужністю по 2,1 МВт. Через якийсь час до них додали турбіну M-6132 потужністю 3 МВт, постачену швейцарською компанією Brown Bovery.
У 1945 році німці при відступі підірвали частину основного обладнання. Втім, в 1946-му вдалось ввести один агрегат з турбіною Stal, зібраною із залишків двох пошкоджених. Тоді ж запрацював агрегат Brown Bovery, для чого знадобилось відремонтувати генератор, котрий перегорів. Крім того, у шведів замовили ще одну турбіну типу B-1473 потужністю 5 МВт, яка стала до ладу в 1949-му. Для її живлення змонтували котел OSR -32.
Надалі станція стала використовуватись також для постачання теплової енергії. У 1974-му та 1975-му додатково змонтували два вугільні водогрійні котли WR-25 потужністю по 29 МВт, постачені компанією Rafako із Рацибужа. У 1999—2000 роках їх модернізували до показника у 35 МВт.
Станом на початок 2010-х два встановлені ще в 1930-х роках парові котли SR-10 знаходились у поганому стані та готувались до ліквідації. Наразі теплова потужність станції рахується як 83 МВт.
Видалення продуктів згоряння відбувається за допомогою димаря висотою 82 метра.